# Plutonaster knoxi
Plutonaster knoxi is een kamster uit de familie Astropectinidae.
De wetenschappelijke naam van de soort werd in 1958 gepubliceerd door Howard Barraclough Fell.